# Максимильен II де Бетюн
Максимильен II де Бетюн (фр. Maximilien II de Béthune; 1588, Париж — 1 сентября 1634, там же), маркиз де Рони, суверенный принц д'Анришмон — французский военный деятель, великий магистр артиллерии.

## Биография
Сын Максимильена де Бетюна, герцога де Сюлли, и Анн де Куртене-Бонтен.
Барон де Бонтен, капитан пятидесяти тяжеловооруженных всадников.
25 января 1605 назначен сюринтендантом фортификаций и строений на место своего отца.
Губернатор Манта и Жержо, великий магистр и генерал-капитан артиллерии после отставки отца (30.04.1610), в тот же день принес присягу, зарегистрирован Парламентом 18 декабря.
В 1617 году служил в качестве великого магистра в армии графа Овернского в Иль-де-Франсе. Осаждал Суассон, открывший ворота при известии о смерти маршала д'Анкра.
В 1620 году отказался от должности сюринтенданта фортификаций. Главное командование артиллерией формально сохранял до конца жизни, но, будучи протестантом, отказался участвовать в подавлении мятежа своего зятя герцога де Рогана, и во время кампаний 1621—1622 годов его должность исполнял граф Анри де Шомберг, а при осаде Прива в 1629 году его заменял маркиз д'Эфья.

## Семья
Жена (15.09.1609): Франсуаза де Бланшфор де Креки (ум. 23.01.1656), дочь Шарля де Бланшфора де Креки, герцога де Ледигьера, маршала Франции, и Мадлен де Бонн, дамы де Ледигьер
Дети:
- Максимильен-Франсуа (ок. 1614—11.06.1661), герцог де Сюлли. Жена (1639): Шарлотта Сегье, дочь Пьера Сегье, герцога де Вильмора, и Мадлен Фабри
- Луиза (ум. 11.02.1679). Замужем не была

Бастарды от Мари д'Эстурмель, дамы де Гравель:
- сын, ум. ребенком
- Анн (ум. 1658). Муж 1): Тимолеон де Бов, сеньор де Контенан. Добился ее легитимации в 1638 году; 2) (1654): Анри де Сен-Нектер (1573—1662), маркиз де Лаферте-Набер